# Halictus determinandus
Halictus determinandus är en biart som beskrevs av Dalla Torre 1896. Halictus determinandus ingår i släktet bandbin, och familjen vägbin. Inga underarter finns listade i Catalogue of Life.